# Додд, Ханна
 Ханна Додд  (англ.  Hannah Dodd ; род. 17 мая 1995, Колчестер, Англия,  Великобритания,) — английская актриса,  танцовщица и модель. 

## Биография
Родилась 17 мая 1995 года в  Колчестере. Вскоре после её рождения семья переехала в деревню Ливенхите на границе Эссекса и Саффолка, где Ханна провела свои детство и юность.
В два года начала заниматься танцами. Обучалась в средней школе  Ormiston Sudbury Academy  и колледже Evolution Foundation, покровителем которого она теперь является.
В 2017 году получила степень  бакалавра искусств в области театрального танца в  London Studio Centre .

## Карьера
В 16 лет начала карьеру в модельном бизнесе, подписав контракт с Select Model Management , чтобы заработать денег  на оплату занятий танцами. Работала моделью для Primark, Topshop, Boden, Monsoon Accessorize и Burberry. 
В 2018 году Додд дебютировала на телевидении во втором сезоне сериала «Куртизанки» в роли Софии Фицуильям. В том же году сыграла Теа Рафаэль в подростковом научно-фантастическом сериале «Найди меня в Париже».
В 2021 году Ханна появилась в 26-м по счёту фильме  кинематографической вселенной Marvel "Вечные" режиссёра Хлои Чжан. Додд сыграла Сандру, иллюзорную взрослую форму персонажа Спрайт.
В 2022 году на экраны вышли сразу три проекта с участием актрисы: мини-сериалы «Анатомия скандала», « Цветы на чердаке: Начало » и фильм «Энола Холмс 2».
В 2024 году Ханна заменила Руби Стоукс в третьем сезоне исторической драмы Бриджертоны в роли Франчески, шестого ребёнка в семье Бриджертонов.
В мае 2025 года, Додд дебютировала в роли Салли Боулз в мюзикле «Кабаре» в Playhouse Theatre. 

## Фильмография
| Год          |   | Русское название         | Оригинальное название            | Роль                                                          |
| ------------ | - | ------------------------ | -------------------------------- | ------------------------------------------------------------- |
| 2018—2019    | с | Куртизанки               | Harlots                          | София Фицуильям (5 эпизодов)                                  |
| 2018—2020    | с | Найди меня в Париже      | Find Me in Paris                 | Теа Рафаэль (54 эпизода)                                      |
| 2019         | ф | Борьба с моей семьёй     | Fighting with My Family          | городская девушка                                             |
| 2020         | с | Пандора                  | Pandora                          | Советник Дженнифер (эп.2.02 «Не думай дважды, всё в порядке») |
| 2021         | ф | Вечные                   | Eternals                         | Сандра                                                        |
| 2022         | с | Анатомия скандала        | Anatomy of a Scandal             | Софи в юности (4 эпизода)                                     |
| 2022         | с | Цветы на чердаке: Начало | Flowers in the Attic: The Origin | Коррин Фоксворт (3 эпизода)                                   |
| 2022         | ф | Энола Холмс 2            | Enola Holmes 2                   | Сара Чэпмен/Сесили                                            |
| 2024 — н. в. | с | Бриджертоны              | Bridgerton                       | Франческа Бриджертон (8 эпизодов)                             |
| 2024         | с | Путешествие по дороге    | The Road Trip                    | Грейс (3 эпизода)                                             |

## Театр
| Год  | Название | Роль        | Подробности       | Ref.  |
| ---- | -------- | ----------- | ----------------- | ----- |
| 2025 | Кабаре   | Салли Боулс | Playhouse Theatre | [ 9 ] |

## Музыкальные клипы
| Название         | Год  | Исполнитель   | Примечания | Ref. |
| ---------------- | ---- | ------------- | ---------- | ---- |
| Six Days in June | 2020 | The Fratellis |            |      |

== Примечания ==
1. 1 2  Introducing our modern muse Hannah Dodd. Marie Claire. 4 марта 2021. Дата обращения: 14 июля 2025.
2. ↑  Brennan, Emma (7 марта 2014). Gallery: Drama student Hannah Dodd from Sudbury lands top modelling assignment as lingerie model for Primark. East Anglian Daily Times. Дата обращения: 6 июня 2025.
3. ↑  Hannah Dodd – Patron of Evolution Foundation College. Evolution Foundation College. Дата обращения: 14 июля 2025.
4. ↑  Hannah Dodd CV. Olivia Bell Management. Дата обращения: 14 июля 2025. Архивировано из оригинала 29 октября 2023 года.
5. ↑  Light, Row (22 июля 2022). Hannah Dodd Gives Viewers A Disclaimer For Lifetime's Flowers In The Attic - Exclusive Interview. The List. Дата обращения: 14 июля 2025.
6. ↑  Hannah Dodd. Select Model Management. Дата обращения: 14 июля 2025.
7. ↑  Milligan, Lauren (5 ноября 2014). Who's That Burberry Girl?. British Vogue. Дата обращения: 14 июля 2025.
8. ↑  New Cabaret casting announced (амер. англ.) (29 апреля 2025). Дата обращения: 14 июля 2025.
9. ↑  New Cabaret casting announced (амер. англ.) (29 апреля 2025). Дата обращения: 29 апреля 2025.